# Muntilan

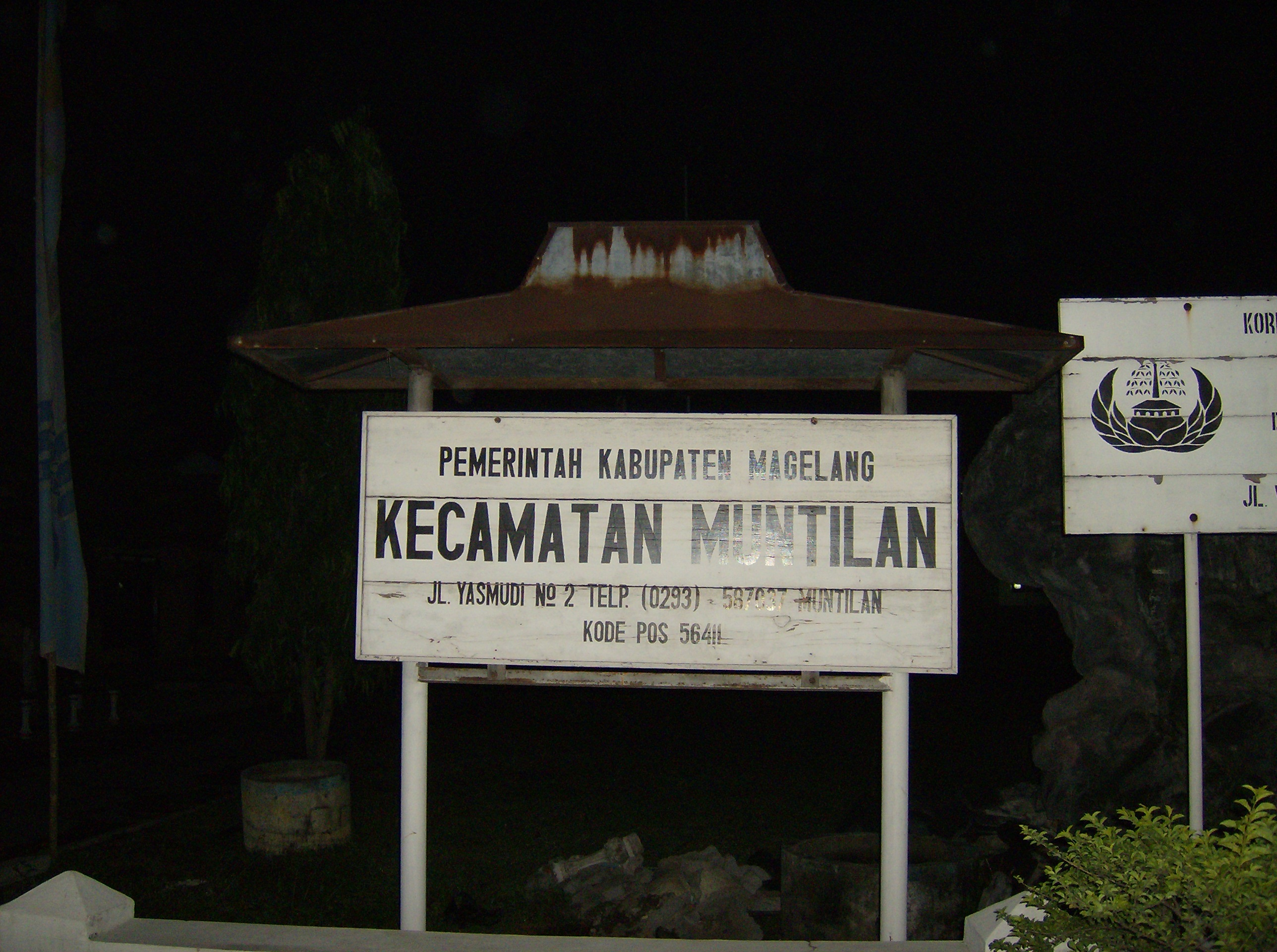
Muntilan is een onderdistrict (Kecamatan) onder het regentschap (Kabupaten) van Magelang in Midden-Java

Muntilan (Moentilan) is een stad en onderdistrict in het regentschap Magelang Midden-Java. Het is gelegen aan de oude spoorwegroute naar Magelang en aan de recentere toeristenroute naar de Borobudur.

## Stad en omgeving
Muntilan is een drukke centrale marktstad op de westelijke hellingen van de berg Merapi en valt binnen het regionaal bestuur van Magelang.
De drukke hoofdstraat in Muntilan, de Jalang Pemuda, is een bonte mengeling van kleine Indonesische en Chinese winkeltjes.
Dorpen in het omliggende platteland kennen de pesantren, een meer strikte vorm van opleiding in de islam dan in de Kratonsteden Soerakarta en Jogjakarta. Op het marktplein is een busstation waar onder meer bussen van en naar de Borobudur aankomen en vertrekken.
Religie en onderwijs
De Jezuïeten hebben vóór de tweede oorlog lange tijd in Muntilan doorgebracht en daar een school en seminarie gesticht. Bekend was het Xaverius College, een klooster en scholencomplex gelegen aan de huidige Jalang Kartini. De kern van het complex vormde een kweekschool voor Javaanse onderwijzers die in 1906 gesticht was door pater Frans van Lith. Op de rooms-katholieke begraafplaats tegenover de scholengemeenschap liggen veel van de vroegere leden van de orde begraven.
De gebouwen van de scholengemeenschap fungeerden in de jaren 1942-1945 als Japans interneringskamp (kamp 13 van Bunsho III) voor Nederlandse vrouwen en kinderen. De huidige naam van de kweekschool is Memardi Kartika Bangsa of SMA Pangudi Luhur Van Lith Jl.

## Japanse bezetting
Tijdens de Japanse bezetting van het toenmalige Nederlands-Indië fungeerde het Xaverius College als interneringskamp voor Nederlandse vrouwen en kinderen. Het kamp heeft bestaan van 27 december 1942 tot 14 augustus 1945.
In september 1943 werden hier ongeveer 2000 Nederlanders uit Soerabaja geïnterneerd, voor het merendeel vrouwen en kinderen van marinepersoneel. De met de school verbonden paters en broeders werden overgebracht naar andere kampen. Medio 1944 kwamen hier nog eens ongeveer 2000 vrouwen en kinderen uit andere kampen bij uit onder meer Solo, Bandung en Ambarawa. Daaronder bevonden zich ook veel nonnen. Op 9 juni 1945 waren er 4515 geïnterneerden. Er overleden 140 kampbewoners, 135 van het in het laatste kampjaar (maart 1944-augustus 1945).
De Japanse commandanten waren Sakai Sadao, en later luitenant Ueda. De Europese leiding berustte bij mevr. B. Bueninck-Schot en later bij mevr. J.H. Bussing-Wildbergh. De bewaking was in handen van inheems politiepersoneel en zogeheten heiho's (Indonesiërs in Japanse krijgsdienst). Vrouwen en oudere kinderen werden ingezet in de keuken, ziekenboeg en stookplaats of buiten het kamp als patjolploegen in de kamptuinen. De aanwezigheid van een grote meerderheid van marinevrouwen heeft waarschijnlijk een groot stempel op het kamp gedrukt. Volgens Van Velden was dit mede oorzaak van het feit dat het Moentilankamp '.. zo'n moeilijk en weinig eensgezind kamp was'.
Evacuatie
Vlak voor en na de capitulatie van Japan (begin en midden augustus 1945) zijn de bewoners van het kamp Muntilan op transport gesteld naar de meer noordelijk gelegen kampen Ambarawa en Banjoebiroe.
In november 1945 kregen de ex-geïnterneerden en vluchtelingen in Banjoebiroe bescherming van Brits-Indische troepen in verband met de Bersiap (aanvallen van Indonesische strijdgroepen). Vele vrouwen en kinderen zijn in die periode naar Bandung en Batavia (Jakarta) vertrokken, waar veelal een hereniging met de mannen plaatsvond, die in mannenkampen in West-Java waren geïnterneerd.

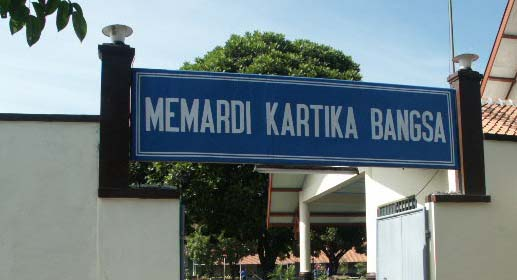
Ingang van het voormalig interneringskamp
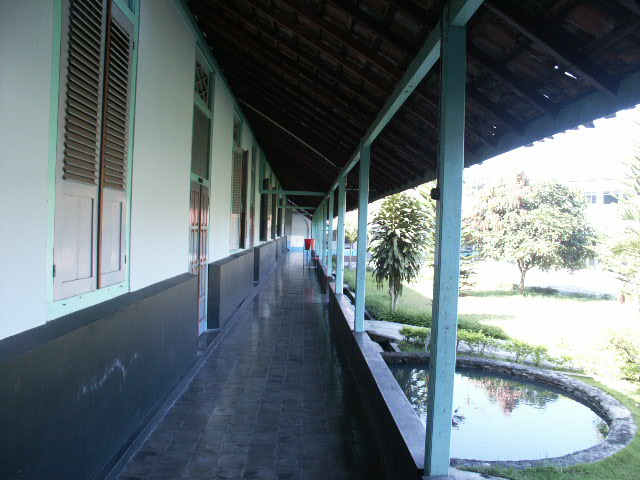
Galerij in het voormalig kamp
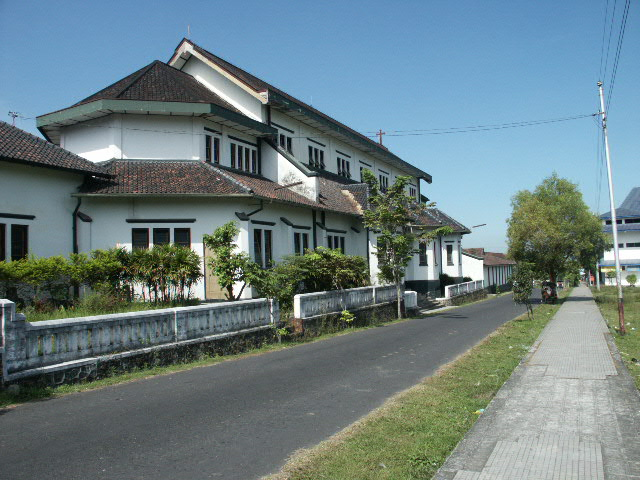
Kerk van het kamp aan de Jalan Kartini